# Mats Zetterqvist
Mats Zetterqvist, född 1954 i Örebro, är en svensk violinist och professor.
Mats Zetterqvist är uppvuxen i Linköping. Han genomförde sin grundutbildning vid Kungliga Musikhögskolan i Stockholm för professor Sven Karpe. Studierna avslutades med solistdiplom 1976. Därefter följde studier vid Liszt-akademien i Budapest, huvudsakligen för András Mihály. En annan viktig rådgivare för honom har Endre Wolf varit.
Zetterqvist var primarie i Zetterqvistkvartetten (tidigare Gotlandskvartetten) från dess bildande 1974. Kvartetten har gjort grammofoninspelningar av stråkkvartetter av bland andra Beethoven, Wilhelm Stenhammar och Hilding Rosenberg. 2003-07 spelade Zetterqvist med en annan stråkkvartett, Zkvartetten. Han spelar även i andra kammarmusikaliska konstellationer med bland andra pianisten Mats Widlund och cellisten Mats Rondin (Trio Mats).
Åren 1989-94 verkade Zetterqvist som förste konsertmästare i Sveriges Radios symfoniorkester. Han har sedan varit gästande konsertmästare i Chamber Orchestra of Europe. I tilltagande grad har Mats Zetterqvist under senare år framträtt som dirigent eller spelande ledare för olika kammar- och symfoniorkestrar.
Zetterqvist framträder även solistiskt, till exempel som solist i violinkonserter och med repertoaren för soloviolin, bland annat Bachs alla soloverk. Han har även samarbetat med spelmän som Pers Hans Olsson och jazzmusiker som Bengt Hallberg.
Som professor är Zetterqvist verksam vid Kungliga Musikhögskolans avdelning på Edsbergs slott, där han varit rektor 1992-96. Han invaldes 1993 som ledamot av Kungliga Musikaliska Akademien.
Mats Zetterqvist är en av initiativtagarna till den årliga Järnafestivalen vid Kulturhuset i Ytterjärna.
Han trakterar en Guadagnini-violin från 1768.